# Necremnus plumiferae
Necremnus plumiferae är en stekelart som beskrevs av Boucek 1974. Necremnus plumiferae ingår i släktet Necremnus och familjen finglanssteklar.
Artens utbredningsområde är:
- Italien.
- Sverige.
- Schweiz.
- Nordmakedonien.

Arten är reproducerande i Sverige. Inga underarter finns listade i Catalogue of Life.